# Клановицкий лес
Клановицкий лес (чеш. Klánovický les, Vidrholec, Fiedrholec) — лесопарк на восточной окраине Праги, на территории районов Горни Почернице, Уезд над Леси и Клановице и населенных пунктов центрально-чешского края Ували, Шестайовице и Йирни.
Практически вся пражская часть леса входит в природный парк Клановице-Чигадла и входит в заповедник Клановицкий лес. В лесу находится густая сеть циклотрасс. Неофициально лес делится на две части: восточную и западную в зависимости от расположения по отношению к Клановицам.
Клановицкий лес (площадь 397 га) часто путают с природным парком Клановице-Чигадла (более 1000 га). На самом деле лес является лишь небольшой частью природного парка, в который кроме леса входят поля и пастбища.

## Настоящее время
Практически весь Клановицкий лес находится в собственности Чешской республики. В середине 1990-х годов в земельный план Праги попал проект 18-ямкового поля для гольфа. Компания «Golf Club Praha» пыталась возобновить традицию гольфа в Клановицах, начатую в 1938 году. Первый реальный проект гольфового поля в западной части Клановицкого леса появился в 1995 году. По причине нехватки средств проект был заморожен. С 2004 года стали ходить слухи о возобновлении постройки поля для гольфа. В 2005 году мэрия Праги поменяла земельный план, что сделало невозможным строительства гольф-клуба. Спустя несколько месяцев, в декабре 2005 года, компания «Forest Golf Resort Praha» купила 2,5 га леса, здание бывшего клуба и заявила о намерениях возобновить традицию гольфа в Клановицах.
Жители Клановиц выразили свой протест с постройкой гольф-клуба, было основано общественное объединение в поддержку Клановицкого леса (собрано более 22 000 подписей). Недовольство жителей привело к тому, что в выборах 2006 года 7 из 9 мест в народном совете получили партии, поддерживающие сохранение леса. Гражданские демократы (ODS), поддерживающие FGRP сохранили для себя только одно кресло.
На Марианской площади, перед Клановицкой мэрией 6 сентября 2007 года прошел митинг в поддержку леса.
Несмотря на то, что в январе 2008 года генеральный директор государственного предприятия «Лесы ЧР» Иржи Новак в письменном виде пообещал мэру Клановиц Ладиславу Грабалу не продавать лес и не сдавать его в аренду, в июне 2008 года всё же подписал преддоговор об аренде участков фирме Forest Gulf Resort Praha, что послужило старту новой волны недовольства со стороны жителей Клановиц.
В июне 2008 года в здании чешского Сената должна была состояться конференция «Гольфовые поля в регионе», организатором которой выступало общественное объединение Pro-GOLF 2005, o.s. (общество выступающих за строительство поля для гольфа в Клановицах). Конференция должна была пройти под патронажем председателя сената Пршемысла Соботки. За несколько дней до старта, конференция была отменена без указания причин.